# Languevoisin-Quiquery
Languevoisin-Quiquery é uma comuna francesa na região administrativa de Altos da França, no departamento de Somme. Estende-se por uma área de 4,83 km². Em 2010 a comuna tinha 205 habitantes (densidade: 42,4 hab./km²).